# 찐주이산
찐주이산(베트남어: Trịnh Duy Sản / 鄭惟㦃 정유산, ? ~ 1516년)은 후 레 왕조의 대신이다.

## 생애
청화부(淸化府) 수춘현(壽春縣) 사람으로, 후 레 왕조의 개국공신인 찐칵푹(鄭克復)의 후손이다.
1509년, 찐주이산은 그의 형 찐주이다이와 함께 레오아인을 좇아 레 위목제를 폐위하였다. 찐주이산은 이 공로로 미혜후(美惠侯)에 봉해졌다.
1511년, 쩐뚜언(陳珣)이 반란을 일으켜 동도(東都) 탕롱을 공격하였고, 찐주이산은 크게 패배하여 겨우 30여 명이 살아남았다. 그러나 찐주이산은 남은 부(部)를 이끌고 밤을 틈타 적의 영채에 들어가서 쩐뚜언을 죽였다. 이러한 공로로 양익제의 중용을 받았으며, 원군공(源郡公)에 진봉되었다.
1515년, 찐주이산은 양익제의 명령을 받들어 서군공(瑞郡公) 응오빈(吳柄)과 함께 도장(都將)이 되어, 찬리군무(贊理軍務)가 된 어사대첨도어사(御史臺僉都御史) 팜키엠빈(范謙柄)과 함께 풍쯔엉(馮章)의 반란군을 삼도산(三島山) 사이에서 공격하니 풍쯔엉은 패하여 달아났다.
양익제가 혼용(昏庸)하고 잔폭하니 찐주이산은 여러 차례 권간하였으나, 양익제는 찐주이산을 정장(廷杖) 형벌에 처했다.
1516년, 쩐까오가 반란을 일으켜 탕롱을 위협하자 찐주이산, 레꽝도(黎廣度), 찐찌섬(程志森) 등은 군계(軍械)를 정비하고 도적을 토벌한다고 성언하였으나, 몰래 폐립하는 일을 꾀하였다. 찐주이산 등은 금오호위(金吾護衛) 3천여 명을 보내 북신문(北辰門)으로 들어가게 하였고, 양익제는 이를 반란군이 공격해온 것으로 알고 보경문(寶慶門) 밖으로 나갔으나, 찐주이산이 병사를 거느리고 태화문(太和門)에서 양익제를 죽이고 민려왕(愍厲王)에 강봉하였다.
찐주이산은 이후 조정 회의를 주재하여 목의왕(穆懿王)의 아들 레꽝찌를 옹립하고자 하였으나, 무좌후(武佐侯) 풍마이(馮邁)와 의견이 맞지 않았고 풍마이는 금강왕(錦江王)의 아들 레이를 옹립하고자 하였다. 찐주이산은 풍마이를 죽이고 레꽝지를 옹립하였다. 3일이 되지 않아, 안화후(安和侯) 응우옌호앙주가 보제진(菩提津)에서 기병하여 동도를 불태우고 찐주이산이 임금을 시해한 죄를 토벌한다고 성언하였다. 찐주이산의 형 찐주이다이가 레꽝찌를 협박하여 데리고 서도(西都)로 갔다. 찐주이산은 바로 종실대신들과 상의하여 레이를 옹립하니 이가 곧 소종이다. 찐주이산은 탕롱이 잔파된 것을 보고 소종을 협박하여 데리고 서도로 갔다. 쩐까오가 이 틈을 타 탕롱을 공격하여 취했다.
레 소종은 서도에서 기병하여 쩐까오를 토벌하였다. 찐주이산은 천관(天關)에서, 응우옌호앙주는 장안(長安), 위인(莅仁)에서 출발하였고, 평부후(平富侯) 응우옌반르(阮文慮)와 영흥후(永興侯) 찐뚜이는 수군과 보군을 이끌고 병진하여 탕롱을 포위 공격했다. 한 차례 격렬한 전투 이후 탕롱은 수복되었다. 찐주이산은 명을 받들어 응우옌호앙주, 광복백(廣福伯) 응우옌칵니으엉(阮克讓)과 함께 쩐까오의 잔당을 포위하고 토벌하였으나, 찐주이산은 적을 경시한 나머지 지령현(至靈縣)에서 쩐까오에게 포위당했다. 찐주이산은 앞장서서 싸웠으나 중과부적이었고, 부장인 응우옌트엉(阮尙)과 함께 쩐까오에게 사로잡혔으며, 만겁행관(萬劫行館)으로 압송되었다가 살해당했다.